# Чорба Федір Федорович
Фе́дір Фе́дорович Чо́рба (* 24 січня 1946, Берегове, Закарпаття) — радянський футболіст. Атакувальний оборонець. Грав за «Буковину» (Чернівці), запорізький «Металург» та «Карпати» (Львів). Майстер спорту СРСР.

## Життєпис

### Кар'єра
У футбол починав грати в 1965 році в чернівецькій «Буковині» у другій союзній лізі, у 1968 році став з чернівецькою командою срібним призером чемпіонату УРСР. Всього за «Буковину» провів більше 200 матчів. У 1971 році був запрошений в запорізький «Металург», в складі якого провів 75 матчів (67 в першій лізі чемпіонату СРСР і 8 в кубку). У 1973 році перейшов в «Карпати» (Львів). Перша гра у барвах «Карпат» — 7 квітня 1973 проти «Зеніта» (Ленінград). Запросив Чорбу російський фахівець Валентин Бубукін, а наступного року на тренерський місток повернувся Ернест Юст, з яким були пов'язані найбільші успіхи «Карпат» попередніх років.
Федір Чорба став одним з постійних футболістів основи, а з сезону 1974 — штатним пенальтистом команди. Саме він забив єдиний гол львів'ян у товариській грі проти «Мілана» під час італійського турне «зелено-білих» у 1976 році (підсумок — 1:1). Того ж року «Карпати» провели найкращі сезони за весь час виступів у радянській еліті, двічі посівши 4-е місце (у 1976 провели 2 чемпіонати: весняний та осінній). Перед останнім туром ситуація була такою, що у разі перемоги львівський клуб здобув би срібло, випередивши «Динамо» (Тбілісі) та «Динамо» (Київ). «Карпати» приймали «Зеніт» у присутності 36 000 фанів. Росіяни швидко забили 2 голи, а шанс переломити гру отримав Федір Чорба завдяки пенальті. Того чемпіонату він виконував 7 пенальті і усі забив, але на «Дружбі» воротар удар Чорби взяв. Це психологічно надломило господарів і наприкінці ленінградці забили ще й третій м'яч — 0:3. Таким робом «Карпати» дуже погіршили свою різницю забитих і пропущених м'ячів. У підсумку: «Динамо» (Тбілісі) — «+4», «Карпати» — лише «+3». Отже незабитий пенальті коштував «зелено-білим» бронзових медалей. Подібного шансу у вищій лізі СРСР клуб вже ніколи не отримав.

#### Стиль гри
Лівий атакувальний обонець під № 4 міг також зіграти і в півобороні. Він був витривалим футболістом з хорошими бійцівськими якостями, заряджений на боротьбу. Досвідчений гравець у останні роки в деяких матчах був капітаном команди.

### Особисте життя
Вчився у Львівському торговельно-економічному інституті. Одружився з єдиною донькою Ернеста Юста — Оленою. Після закінчення виступів переїхав жити до Угорщини.